# Râul Mintoasa
Râul Mintoasa este un curs de apă afluent al râului Nistru. 

## Hărți
- Harta județului Maramureș
- Harta muntii Gutâi  Arhivat în 4 martie 2016, la Wayback Machine.